# Sisamnes
Sisamnes je rod smeđih kukaca polukrilaca iz porodice Rhyparochromidae. Rod sadrži najmanje 3 vrste.

## Vrste
- Sisamnes annulicollis (Berg, 1894)
- Sisamnes claviger Uhler, 1895
- Sisamnes contractus Distant, 1893